# Saint-Lumine-de-Coutais
Saint-Lumine-de-Coutais – miejscowość i gmina we Francji, w regionie Kraj Loary, w departamencie Loara Atlantycka.
Według danych na rok 2010 gminę zamieszkiwało 1891 osób, a gęstość zaludnienia wynosiła 107 osób/km².